# 20500 Avner
20500 Avner è un asteroide della fascia principale interna. Scoperto nel 1999, presenta un'orbita caratterizzata da un semiasse maggiore pari a 2,306041 UA e da un'eccentricità di 0,143994, inclinata di 5,282868° rispetto all'eclittica. Ha un diametro di 2,956 km e un'albedo di 0,292.
Fa parte della famiglia di asteroidi Flora.